# Crayonmanér

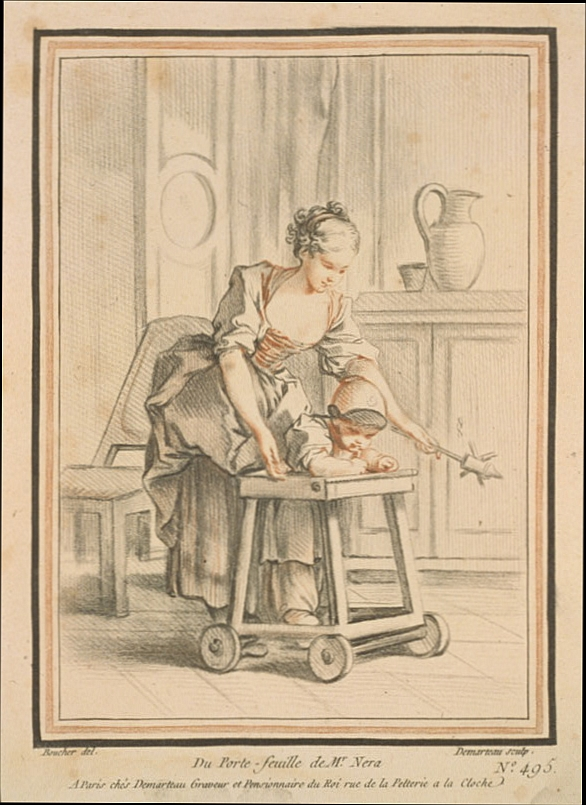
Du porte-feuille de Mr. Néra. Crayonmanér av Gilles Demarteau efter François Boucher

Crayonmanér eller kritmanér är en sammanfattande benämning på olika grafiska metoder, som har för avsikt att efterlikna tonigheten och valörrikedomen i en kritteckning. 
Uttrycket begränsas vanligen till gravyr (koppar- och stålstick) och etsning, även om man inom litografin brukar skilja mellan crayon- och streckmetod. I crayonmanér upplöses alla fasta och klara linjer till små punkter, ungefär som i en kritteckning. Hit räknas främst alla arter av punkt- och roulettmaner, arbetat direkt på kopparplåten (crayongravyr) eller på grunderad plåt (crayonetsning), vidare "polyp- eller sandmetoden" samt den modernare "mjukgrundsetsningen".